# 熊膽

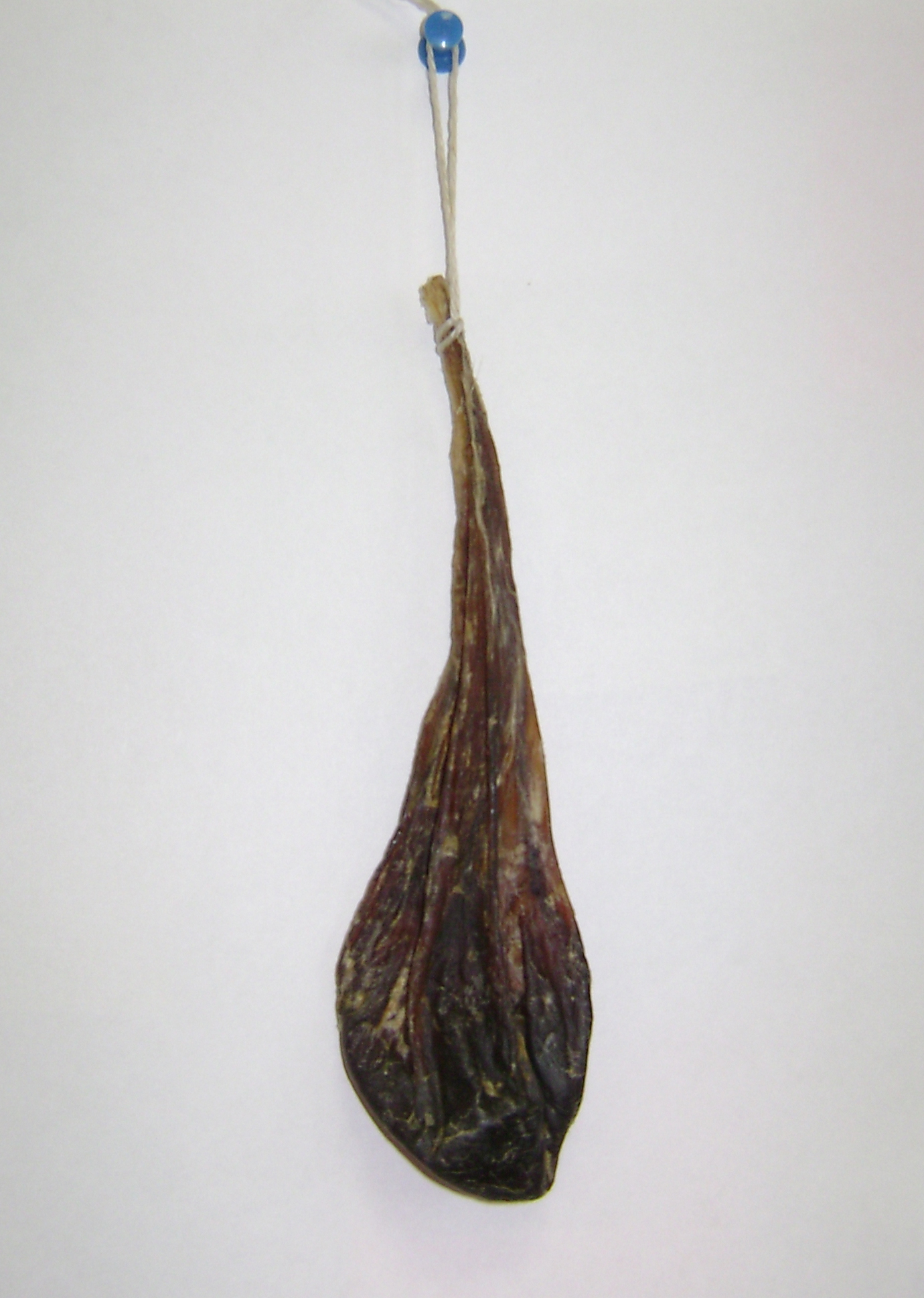
熊膽

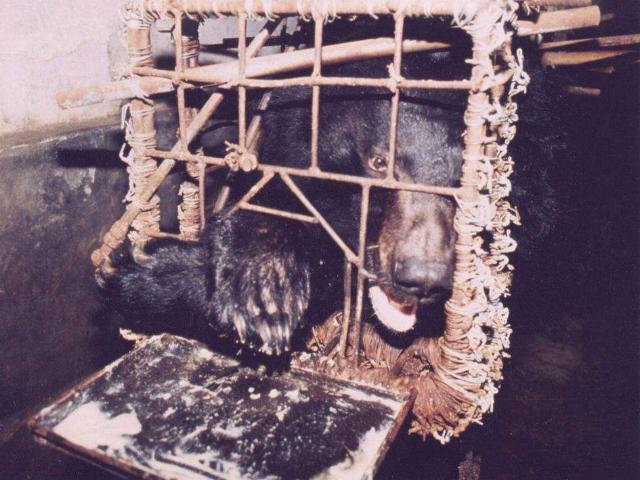
在擠壓籠中的熊

熊膽（bear gallbladder，bear bile）是一種傳統中藥，最早指取自亞洲黑熊的乾燥胆囊，其後亦指黑熊、马来熊或棕熊的乾燥膽汁。
唐代《新修本草》已經記載了熊膽的藥用價值。古代取熊膽必須殺熊，后来改用活取熊膽的技術，但仍对熊造成很大的痛苦。近年来，由于技术的进步，人们采用微创造瘘技术，可以做到一次造瘘，长期使用，故可以做到多次有限收集熊胆汁，也即在采取熊胆汁的过程中并没有传统技术带给熊的痛苦；此种圈养取胆汁的熊，称为“胆汁熊”（bile bear）。但此活體收集方式，仍然受到道德層面上嚴重的考驗。

## 成分
熊膽主含膽汁酸類之碱金屬鹽，另含有膽脂醇及膽汁色素。膽汁酸之主要成分為牛磺熊脫氧膽酸（tauro-ursodesoxycholic acid，市面上營養補充劑市場常使用縮寫TUDCA），水解後能生成牛磺酸（taurine）與熊脫氧膽酸（ursodesoxycholic acid）。此外，並又含有鹅脱氧胆酸（chenodesoxycholic acid）、膽酸（cholic acid）等。
熊胆中的膽汁酸类成份和其他胆汁酸一样，都可以增加胆固醇在胆汁中的溶解度，从而避免结晶。现在已有从熊胆以外的来源制作的熊脫氧膽酸，在现代医学上用来溶解胆结石、胆泥。

## 功用
传统认为：清熱、鎮痙、明目藥。治熱黃、暑瀉、小兒驚癇、疳疾、疔痔惡瘡。
现代医学证明熊胆主要有治疗胆结石的作用。其药理有效成分为熊去氧胆酸。此物质在脊椎动物胆汁中广泛存在，但黑熊较高。口服熊去氧胆酸对溶解某些类型的胆结石有一定的效果，此外，1980年代以来，国际医学界又开始研究熊去氧胆酸在治疗肝脏疾病方面的应用，例如用于治疗原发性胆汁性肝硬化、丙型肝炎，是美国食品药品管理局批准的唯一用于治疗这种疾病的药物。熊去氧胆酸在1950年代已经人工合成成功，相关药物1990年代初在意大利初次上市。

## 取法
取熊胆的方式有：
- 杀熊取胆。
- 反复经皮胆道引流：用B超找到胆囊，开洞引流，每次提取开新洞。
- 植入管：通过腹腔向胆囊植入管道，或是不锈钢或聚甲基丙烯酸甲酯醫用導管。美国人道协会（HSUS）称，一般日取两次，每次取10-20毫升。[來源請求]
  - 全包植入法，即使用一个永久植入管，将胆汁引出到一个塑料袋中，塑料袋则固定在一个熊佩戴的金属盒中。
- 造瘘。在腹腔和胆囊之间造一个瘘，导致胆汁自由滴出。瘘容易感染，且胆汁可能漏入腹腔，导致高死亡率。有时也会插塑料管防止闭口，HSUS称十分痛苦。[來源請求]不插管则经常会长回，导致需要重复造瘘。亚洲动物基金（AAF）的兽医报道说造瘘过程经常没有麻醉也没有抗生素。[12]

估计有50-60%熊死于手术或术后照料不当。

### 法规
中国政府1994年宣布不会再批准新的熊胆农场。中国1996年立法禁止向胆汁熊体内植入物体，号称是为了保护熊，但反而是造成熊胆场只能使用感染风险很高的造瘘法。2006年又推行了“保证无痛、卫生”的《黑熊繁育利用技术规范》， 但亚洲动物基金的兽医在2007年发现规范完全没有实行，并且不插管的熊经常需要用金属棒捅瘘防止长回，还有些则是偷偷在胆囊中装了塑料管。

### 野猎
美国1980年代末开始有公园管理员发现只缺少胆囊和熊掌的熊尸体。最初，管理员以为是偶尔单独出现的猎人所为，但调查发现大型商业组织正在从事偷猎和走私活动。在1999年结束的为期三年的SOUP行动中，弗吉尼亚州逮捕了52人，缴获了300个熊胆。俄勒冈州的另一项调查导致警方对一个组织提起有组织非法盈利指控，该组织十年来每年偷猎约50至100头熊。据2008年估计，北美每年有40,000头美洲黑熊被非法猎杀，以获取其胆囊和掌。
2008年，韩国仍然允许以取胆为目的，猎杀满十年龄的亚洲黑熊。

## 熊膽替代品
- 常春藤、蒲公英、菊属、藥用鼠尾草等（中药药性上类似）
- 熊脱氧胆酸：1955年开始通过牛胆汁合成（现代医学临床上为有效成分）
- 人工熊膽
  - 2013年中国熊胆厂商凯宝申请专利，以鹅胆汁粉和牛黄熊去氧胆酸钠的3:1-2:1均匀混合物代替熊胆。[18]
  - 2014年凯宝又申请专利，通过一系列酶对禽畜胆汁粉中的胆汁酸进行化学修饰，结果提纯后即为人工熊胆。[19]2015年，凯宝号称获得人工熊胆的重大突破，目的是通过前述技术达成和天然熊胆粉一样的成分配比。[20]2016年，凯宝申请新专利，改为直接以工程菌发酵生产。[21]截止至2024年5月，人工熊胆粉由于法律改动，仍需要额外申请临床研究。[22]

## 外部連結
- 熊膽 Xiong Dan （页面存档备份，存于） 中藥標本數據庫 (香港浸會大學中醫藥學院) （繁體中文）（英文）